# 喜瑞都
喜瑞都，音译塞里托斯。是一個位於美國加利福尼亞州洛杉矶县、中上階層家庭聚居的小城市。根據2020年美国人口普查，該市共有49,578人，逾六成為亞裔，其中以華裔、韓裔居多；該市「家庭年收入中間數」估值達124,460美元（2022年）。
喜市曾於2008年獲「全美公民聯盟」選為十大（最佳）美國城市，並於2009年因該市廢水再利用環保計畫獲「全美市長會議」選為美國最適宜居住小型城市，另自2008年起連續五年蟬聯非營利組織評選「全美最適宜孩童寓教於樂城市」之殊榮。

## 交通與經濟
喜瑞都北接阿蒂西亚、诺沃克、圣菲斯普林斯，南接莱克伍德、塞普里斯、拉帕尔马，东接比埃纳帕克，东北接拉米拉达。周邊有两条高速公路經過，分别是91号州道和605号州际公路。
喜瑞都商業相當活絡，根據加利福尼亚州公平委员会統計，喜瑞都市的零售花費是全州第二名，僅次於比佛利山。在1980年代初興建的「喜瑞都汽車廣場」，目前仍為洛杉矶县乃至加州最大的汽車展售商場之一，擁有將近30家汽車經銷商，每年為該市帶來近一千萬美元的稅收。
「洛斯塞里托斯購物中心」（Los Cerritos Center Mall）則是該市第二大稅收來源，擁有多元化商家及大型百貨公司進駐。另一個受矚目的零售中心是「喜瑞都城市中心」（Cerritos Towne Center），它結合商辦大樓、喜來登飯店和包括沃尔玛在內的主流商家，再加上電影院及表演藝術中心，提供居民消費和娛樂場所。
此外，喜瑞都市擁有奧運水準的游泳中心、提供年長者各項活動的老人中心、具有先進科技設備的「洛郡警局喜市分局」暨社區安全中心、價格低廉又方便的公車服務（Cerritos On Wheels）和大大小小的公園等。喜市於2003年提供居民範圍龐大的無線網路服務，受到全國性的矚目。而值得一提的是，喜市投入許多資源照顧身心障礙者福利，並且維護其權益，該市設有「身心殘障休閒互動專項」（Adaptive Recreation Program）。

## 教育與文化
喜瑞都居民極為重視教育，該市絕大部分區域隸屬於ABC聯合學區，此學區的表現在加州一直排名頂尖。特別是位於該學區內、「考試入學」的公立惠特尼完全中學（又譯「維尼中學」），是許多亞裔學生就讀的學校，多年來持續蟬聯「全美最佳中學」（根據 US News Ranking、LA Times Report 等）；依加州教育廳 2011年 Academic Performance Index 學業成就調查，該校獲得高達993分的佳績（滿分為1000分）。
目前ABC學區總監為華裔教育博士蕭麗卿蕭博士是該學區47年來首位女性總監、也是第一位華裔總監，更是「大洛杉磯地區」首位華裔出任學區總監。而七席的教育委員中，華裔教委包括陳歐陽蓉（兼主席）、謝苗家貞（兼秘書長）。
該市於2002年改建完成的「喜瑞都公共圖書館」是全美首座外觀上以鈦金屬包覆的圖書館，而其古典藝術風格和現代感也融合於室內閱讀空間。圖書館落成後屢獲殊榮，包括讀者文摘、「全美公立圖書館評鑑」等多份全國性期刊，將其評為「全美最佳圖書館」、「五星級圖書館」，而「洛杉磯雜誌」則稱其為「最佳兒童圖書館」。惟圖書館对于「非该市居民」收取较高额的办卡费用，是它受爭議的焦点。

## 歷史與政治
喜瑞都原名「酪農谷」（Dairy Valley，或「乳坊谷」），這與當時該地擁有四百多家酪農莊有關。隨著經濟發展，當地居民於1963年投票通過允許興建大型住宅區的開發計畫，並於1967年1月10日正式更名為「喜瑞都」。
故總統尼克森（共和黨）的夫人帕特·尼克松女士便是成長於喜瑞屋一帶，而總統本人則在臨近的橘郡約巴林達及洛郡惠提爾度過童年時光。
喜瑞都市議會共有五位市議員，依資歷相互推選出兩人，各兼任正、副市長（榮譽職），實際的行政工作則交由市政經理（City Manager）所帶領的團隊負責。值得一提的是，喜市產生全美首位華裔市長黃錦波（出生於英屬香港），此後又有三位來自臺灣的女性，胡張燕燕（共和黨）、李欒復青（民主黨）以及陳金凱莉（共和黨）擔任過市長。
現在的市議會中有三位亞裔市議員，分別是來自臺灣、兼任市長的胡張燕燕（共和黨）、日本裔的 Yokoyama（民主黨）以及菲律賓裔的 Pulido（民主黨）。

## 争议
喜瑞都曾於2009年被美国国家环境保护局列為空气污染城市，引發鄰近居民恐慌，以及各層級官員的質疑，惟經「南加州空氣品質管理局」重啟調查後承認，環保署稍早釋出的報告資訊有誤，喜市的空氣根本無原先所謂健康風險問題，最終環保署也對喜瑞都全體居民致歉，並刊登於報章和該市網站供民眾查詢。

## 姐妹城市
- 中華民國新北市板橋區
- 墨西哥南下加利福尼亚州洛雷托
- 巴西巴伊亚州伊塔佩廷加[4]